# Desierto de Simpson

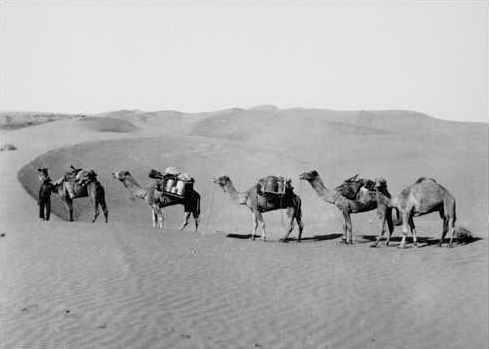
Expedición de Ted Colson a través del desierto de Simpson en 1936.

El desierto de Simpson ocupa aproximadamente 176 500 kilómetros cuadrados de la región central de Australia, quedando limitado al oeste por el río Finke y la sierra de Mabel, al norte por la sierra de Adam, al este por los ríos Georgina y Diamantina y al sur con el lago Eyre. 

## Clima
La media anual de lluvias es inferior a 200 mm.

## Geología
El desierto de Simpson se asienta sobre la Gran Cuenca Artesiana, que provee de agua a multitud de manantiales naturales, como el Dalhousie, y a algunos pozos artificiales excavados a lo largo de las rutas frecuentadas por el ganado o en alguna prospección petrolífera. El resultado de dichas excavaciones ha sido una progresiva reducción del nivel de agua en los manantiales naturales en los últimos años.
Por su morfología, es de tipo mar de dunas y contiene las dunas de arena paralelas más largas del mundo. Estas dunas están orientadas de norte a sur y se mantienen estáticas gracias a la vegetación. Su variación en altura es muy notable, desde los 3 metros en la zona oeste hasta los 30 metros en la zona este. La duna más famosa, Nappanerica, o, más popularmente, Big Red (Gran Roja) (llamada así por el explorador Dennis Bartell), se alza hasta los 40 metros de altura...

## Accesibilidad
El desierto no presenta carreteras que lo atraviesen, pero hay una serie de senderos creados durante los sondeos sísmicos hechos en la búsqueda de gas y petróleo de los años 60 y 70. Los más importantes son la Línea Francesa, la carretera Rig y la Línea QAA. Estos senderos aun son transitables si se hace con vehículos todo-terreno bien equipados con reservas de agua y gasolina. Las ciudades desde las que se tiene acceso al desierto de Simpson son Oodnadatta al sudoeste y Birdsville al este. Una de las líneas de la Commonwealth Railways Trans-Australian Railway pasa a través de la zona oeste del desierto de Simpson.

## Historia
El explorador Charles Sturt, que visitó la región en 1845, fue el primer europeo en ver el desierto, pero fue en 1936 cuando Ted Colson se convirtió en el primer hombre blanco en atravesarlo de un extremo a otro. El nombre de Simpson le fue dado por Cecil Madigan en 1939, en honor a Alfred Allen Simpson, un filántropo y geógrafo australiano, presidente de la Royal Geographical Society de Australia Meridional. En el 2008, el explorador belga Louis-Philippe Loncke se convirtió  en la primera persona en cruzar a pie sin apoyo la totalidad del desierto de Simpson, de norte a sur pasando por su centro geográfico.